# Patrullero Fluvial LPR-40
Los patrulleros blindados LPR40 son botes fluviales de combate que cuenta con 3 versiones, el modelo inicial "MK I", mejorado "MK II" y "MK III" (conceptual), originalmente construidos por Cotecmar para la Armada Nacional de Colombia con el propósito de enfrentar al narcotráfico y la guerrilla. Son lanchas de planeo diseñadas para realizar misiones de asalto fluvial, control de fronteras, búsqueda y rescate fluvial. Las embarcaciones están en capacidad de transportar hasta 500 galones de combustible y 950 kg de munición.
Los LPR-40 son una familia de botes fluviales especializados en lucha no convencional en ríos y costas de pequeño porte. Se diseñaron a partir de los botes PRF (Patrulleros rápidos fluviales) con los que contaba en ese tiempo la armada y considerando mejoras con base en la experiencia operativa. Actualmente se encuentra en amplio uso la segunda generación, MK II, con 16 unidades existentes, sin embargo, ya se encuentra un concepto y mejoras de su tercera generación, MK III.

## Despliegue
Fueron creados específicamente para operar de manera autónoma en las misiones de vigilancia, patrullaje y control fluvial. También pueden ser desplegados como un apoyo de fuego y comunicaciones a nivel de un Grupo de Combate Fluvial. En tiempos de paz se podrán reasignar al control territorial, además de servir al entrenamiento de tropas de despliegue fluvial.

## Características Técnicas

### Propulsión
Su sistema de propulsión consiste de 2 motores diésel Caterpillar C-9 de 510 caballos (517 CV) a 2500 RPM. Son del tipo turbina de agua (waterjet), devenientes del sistema similar de la serie HJ de Hamilton Jets, siendo sus hélices impulsadas a través de un eje de tipo cárdan.

### Blindaje
Las LPR-40 aplican un nuevo blindaje, de nivel III plus NIJ, conocido como Dyneema, que consiste en fibra de vidrio tipo E, kevlar-29, fibra de carbono, con tejidos especiales para infusión (método de infusión-definición), cores de espumas de PVC, Gel Coast y honeycomb, por medio de un amplio análisis de materiales y cálculos estructurales  (FEA/CFD) de los diseños CAD. 
El blindaje se divide en 37 módulos y 64 unidades empotrados en el casco o superestructura de la nave, brindado protección blindada en todos sus ángulos.

### Armamento
Consta de 4 montajes o afustes para armas, 1 en proa, 1 en popa y 2 afustes laterales. Los montajes de proa y popa cuenta con escudos protectores y pueden instalar ametralladoras Browning M2 de 12.7X99mm (dual o simple) y Lanzagranadas MK-19 de 40mm. Los montajes laterales pueden usar ametralladoras de 7.62 o 5.56mm de los tipos M-60 o M-249.

### Construcción y divisiones
En su estructura interna las LPR40 consta de 6 tripulantes y cuentan con espacios de alojamiento tanto para su tripulación con camas, cocineta y nevera, como para el personal en misión que permiten una autonomía de operación de hasta 5 días. Otras versiones especiales de la LPR40 pueden acomodar hasta 10 soldados para ser usadas como medios de transporte de personal, además de lo relacionado anteriormente, cuentan con sistema de potabilización de agua a bordo, puede almacenar hasta 25Gal de agua, 460 gal de combustible, capacidad de generación de energía eléctrica (un generador 1x7.8kW@60Hz), sistema contraincendios C02 en cuarto de máquinas más 3 extintores ABC, aire acondicionado y los siguientes equipos de detección y comunicación:
- Radar 10 mn (posiblemente Raytheon R70)[1]
- Navegador Raymarine GPS-300 (posible)
- Ecosonda
- Frecuencia de comunicación VHF, UHF, HF
- Sistema de cámara IR

## Operatividad y asignaciones
El primer bote de este tipo entró en combate con frentes de las FARC en el río Orinoco, dando de baja a 3 guerrilleros, incautando varios kilos de cocaína, así como fusiles AK-47 y granadas de mano de los atacantes, también se han reportado ataques por emboscadas y otras acciones militares. Es uno de los pocos botes de patrulla que ha sido probado en combate en repetidas ocasiones en la historia reciente y quizás el único en su tipo en combate fluvial, sometiéndose allí a impactos de municiones de diferentes calibres. La maniobrabilidad de las LPR40 sumada a un novedoso sistema de protección balístico (Confidencial) han evitado la vulneración de su armadura externa, protegiendo de manera efectiva su tripulación, lo que ha despertado el interés de otras naciones por su desempeño en combate.

## Usuarios
- Colombia - Armada de la República de Colombia: 15 unidades en servicio (12 modelo MK II).
- Brasil - Ha adquirido un lote inicial de 4 unidades MK II por 8'475.350 USD [2](2´093.837 USD la unidad) . Se espera que en el futuro (a la fecha el número de unidades sigue siendo indeterminado), sean producidos localmente[5][6]